# Будё-Глимт
«Будё-Глимт» (норв. Fotballklubben Bodø/Glimt) — норвежский футбольный клуб из города Будё. Основан 19 сентября 1916 года. Домашние матчи проводит на стадионе «Аспмюра», вмещающем 7 400 зрителей. Действующий участник Элитсерии, высшего дивизиона чемпионата Норвегии по футболу. Чемпион Норвегии 2020, 2021, 2023 и 2024 года.

## История

### Основание
Свой футбольный клуб в Будё появился в 1916 году. К тому времени в Нурланне в городах Нарвик, Му-и-Рана и Мушёэн уже существовали свои команды. Первое название клуба — Glimt — в переводе с норвежского означает «молния». Однако название пришлось сменить, поскольку клуб с таким названием существовал в городе Орлунд. Было предложено изменить название на «Будё», но в конце концов приняли решение оставить двойное название — «Будё/Глимт». Одним из основателей клуба был Эрлинг Тьярандсен, ставший его первым президентом, а позже вошедший в зал славы клуба. (Тьярандсен также был известен как футболист и лыжник).

### Первые годы (1920—1940)
Первый матч «Глимт» провёл против школьной сборной города, поскольку других футбольных клубов в Будё не было. В 1919 году «Глимт» выиграл свой первый трофей — кубок региона Нурланн. Но вскоре радость от победы исчезла, поскольку в 1920-х гг. клуб испытал серьёзные проблемы с финансированием. Одно время даже было предложение объединить «Глимт» с лыжным клубом B.&O.I., но из этой затеи ничего не вышло. В конце 1920-х гг. команда встретилась с видными игроками и тренерами из южной Норвегии, в том числе с Йоргеном Юве в 1929 году. В 1930-х гг. команда проводила тренировки в залах из-за сильных арктических морозов. (Город находится за полярным кругом).
С начала 30-х гг. Глимт стал топ-клубом Северной Норвегии и выиграл 9 северонорвежских чемпионатов, а с 1970-х гг. вошёл и в футбольную элиту всей Норвегии.

### Эпоха перемен, провалы и возвращения (1960—2005)
Команды из северных регионов Норвегии не допускались до кубковых матчей до 1963 года. В этом году Глимт дошёл до 4 раунда кубка, разгромив дома «Нордил» 7-1, а затем по очереди обыграв 2 клуба из Трондхейма — «Ниделв» и «Русенборг». В 4 раунде Глимт снова играл на выезде и уступил в Осло местному «Фригу» — 0-2.
Несмотря на вылет, клуб доказал, что команды из Севера могут играть на равных с южными командами.
Однако, лишь в 1972 году командам из Нурланна, Тромса и Финнмарка разрешили участвовать в высшем дивизионе. Будё/Глимт — один из трёх клубов, когда-либо принимавших участие в премьер-лиге. Два других клуба — «Трумсё» и «Мьёлнер» из Нарвика.
С 1973 года в системе лиг Норвегии существовало 3 вторых дивизиона: два южных и один северный. «Будё» потребовалось 3 года, чтобы выйти в элитный дивизион в связи с правилом, по которому команда, занявшая 1 место в северном дивизионе должна была играть 2 стыковых матча с командами, занявшими вторые места в южных дивизионах. Такая система была абсолютна неприемлема для клубов с севера. Обстановка вокруг системы накалилась в 1975 году, когда «Будё» первым из северных клубов выиграл кубок Норвегии, но не смог выйти в премьеру из-за стыковых матчей. В 1974 и 1975 гг. клуб также занимал первое место, не проиграв в лиге по ходу сезона ни одного матча, но оба раза вылетали в стыковых матчах. Наконец, в 1976 году «Глимту» удалось обыграть 4-0 в плей-офф Одд Гренланд и сыграть вничью 1-1 с «Люном» из Осло, что позволило команде стать первым северным клубом, пробившимся в высшую лигу.
Однако неравные правила выхода в элиту были отменены только в конце 1970-х гг. С этого момента стало абсолютно неважно в каком городе играет команда и из какого она региона.
В дебютном сезоне 1977 года «Глимт» занял сразу 2 место в чемпионате, а также выиграл кубок, победив «Лиллестрём». Команда играла в премьере до 1980 года, затем, заняв 12-е место, вылетела.
1980-е гг. были самыми несчастливыми в истории клуба. «Будё» играл во втором дивизионе и в региональной лиге. Несколько лет он не был ведущим клубом даже в городе: футбольный клуб Гранд обходил их в таблице.
Ситуация улучшилась в 1991 году. Под руководством Яна Мури клуб выбрался в первый дивизион. В следующем сезоне тренером стал Тронд Соллиед и команда вернулась в премьер-лигу. В 1993 году «Глимт» занял 2 место в премьере, чем снова несказанно удивил любителей норвежского футбола. К слову, в этом же году в финале кубка клуб обыграл 2-0 «Стрёмсгодсет». Золотой дубль стал вершиной трёх сезонов, за которые команда из Будё смогла подняться из второго дивизиона до второго места в Типпелиге. Редкая команда добивалась такого успеха в норвежском чемпионате.
После возвращения в элиту «Будё/Глимт» играл очень разные сезоны. Борьба за высокие места часто влекла за собой борьбу за выживание в следующем сезоне. Например, после триумфального сезона-1993 последовал провальный сезон, когда команда удержалась в элите только за счёт лучшей разницы забитых и пропущенных мячей.
Примерно такая же история была и в сезонах-2003 и 2004. Сначала клуб занял второе место и дошёл до финала Кубка, а на следующий год команде пришлось играть стыковые матчи с командой «Конгсвингер» из первого дивизиона. Выездную игру «Будё» проиграл 0-1, но к радости своих болельщиков одержал крупную победу 4-0 дома и остался в Типпелиге.
После выхода в элиту в 1993 году клуб участвовал в 12 подряд чемпионатах Норвегии. В 2005 году «Глимт» все же вылетел в первый дивизион.

### Новая история и титулы чемпиона Норвегии (2005 — н. в.)
Вернуться в высшую лигу «Будё-Глимту» удалось только в 2007 году, закончив сезон в первом дивизионе на третьем месте. Хотя в сезоне 2008 года команда смогла занять четвёртое место, в следующем же сезоне она снова потерпела провал и вылетела, на этот раз закрепившись в первом дивизионе на 5 лет. 
С 2013 по 2015 год «Будё-Глимтом» руководил тренер Ян-Халвор Халворсен. Новый наставник Осмунн Бьёркан находился на посту главного тренера до 2018 года, когда стал спортивным директором и переложил полномочия на своего ассистента Кьетиля Кнутсена. В 2017 году клуб добился повышения в чемпионат Норвегии после очередного вылета, а затем едва не вылетел вновь. Перед сезоном 2019 года основной задачей клуба являлось закрепление в Элитсерии. Кнутсен привёл команду к сенсационным результатам: второму месту в 2019 году, чемпионству в 2020 году и повторным триумфам в 2021, 2023 и 2024 годах. 
При Кнутсене «Глимт» получил путёвку в еврокубки и стал первой в истории норвежской командой, сыгравшей в полуфинале европейского турнира — в полуфинале Лиги Европы 2024/2025 клуб проиграл «Тоттенхэму» (будущему победителю турнира) со счетом 5:1. По подсчетам аналитиков «Рейтинга Букмекеров» за этот розыгрыш клуб заработал более €13 млн, что в доле доходов больше 20% от годового бюджета.

## Текущий состав
| 1  | Флаг Норвегии | Вр  | Юлиан Лунн            | 1999 |  |  |  |  |  |
| 12 | Флаг России   | Вр  | Никита Хайкин         | 1995 |  |  |  |  |  |
| 44 | Флаг Норвегии | Вр  | Магнус Брёндбо        | 2005 |  |  |  |  |  |
| 45 | Флаг Норвегии | Вр  | Исак Шунг             | 2007 |  |  |  |  |  |
|    |               |     |                       |      |  |  |  |  |  |
| 2  | Флаг Дании    | Защ | Вилладс Нильсен       | 2005 |  |  |  |  |  |
| 3  | Флаг Норвегии | Защ | Омар Элабделлауи      | 1991 |  |  |  |  |  |
| 4  | Флаг Норвегии | Защ | Один Бьёртуфт         | 1998 |  |  |  |  |  |
| 5  | Флаг Норвегии | Защ | Брис Вембангомо       | 1996 |  |  |  |  |  |
| 6  | Флаг Норвегии | Защ | Йостейн Гундерсен     | 1996 |  |  |  |  |  |
| 15 | Флаг Норвегии | Защ | Фредрик Андре Бьёркан | 1998 |  |  |  |  |  |
| 18 | Флаг Норвегии | Защ | Бреде-Матиас Моэ      | 1991 |  |  |  |  |  |
| 25 | Флаг Норвегии | Защ | Исак Дюбвик Мяяття    | 2001 |  |  |  |  |  |
| 29 | Флаг Словакии | Защ | Михал Томич           | 1999 |  |  |  |  |  |
| 30 | Флаг Дании    | Защ | Адам Сёренсен         | 2000 |  |  |  |  |  |
|    |               |     |                       |      |  |  |  |  |  |
| 7  | Флаг Норвегии | ПЗ  | Патрик Берг           | 1997 |  |  |  |  |  |
| 8  | Флаг Норвегии | ПЗ  | Сондре Эукленн        | 2003 |  |  |  |  |  |

| 14 | Флаг Норвегии | ПЗ  | Ульрик Сальтнес     | 1992 |  |  |  |  |  |
| 16 | Флаг Норвегии | ПЗ  | Сювер Скейде        | 2004 |  |  |  |  |  |
| 19 | Флаг Норвегии | ПЗ  | Сондре Фет          | 1997 |  |  |  |  |  |
| 20 | Флаг Норвегии | ПЗ  | Фредрик Шёвольд     | 2003 |  |  |  |  |  |
| 26 | Флаг Норвегии | ПЗ  | Хокон Эвьен         | 2000 |  |  |  |  |  |
|    |               |     |                     |      |  |  |  |  |  |
| 9  | Флаг Дании    | Нап | Каспер Хёг          | 2000 |  |  |  |  |  |
| 10 | Флаг Норвегии | Нап | Даниэль Басси       | 2004 |  |  |  |  |  |
| 11 | Флаг Норвегии | Нап | Рунар Эспейорд      | 1996 |  |  |  |  |  |
| 17 | Флаг Швеции   | Нап | Самуэль Бураковский | 2002 |  |  |  |  |  |
| 21 | Флаг Норвегии | Нап | Андреас Хельмерсен  | 1998 |  |  |  |  |  |
| 23 | Флаг Норвегии | Нап | Йенс Петтер Хёуге   | 1999 |  |  |  |  |  |
| 27 | Флаг Норвегии | Нап | Сондре Сёрли        | 1995 |  |  |  |  |  |
| 77 | Флаг Дании    | Нап | Филип Зинкернагель  | 1994 |  |  |  |  |  |
| 94 | Флаг Норвегии | Нап | Аугуст Миккельсен   | 2000 |  |  |  |  |  |
| 99 | Флаг Словении | Нап | Нино Жугель         | 2000 |  |  |  |  |  |

## Достижения

### Национальные
- Премьер-лига Норвегии:
  - Победитель (4): 2020, 2021, 2023, 2024
  - Серебряный призёр (4): 1977, 1993, 2003, 2019, 2022
  - Бронзовый призёр (1): 1995
- ОБОС-лига
  - Победитель (2): 2013, 2017
- Кубок Норвегии:
  - Обладатель (2): 1975, 1993
  - Финалист (5): 1977, 1996, 2003, 2021/22, 2023
- Кубок северной Норвегии:
  - Обладатель (9): 1930, 1933, 1934, 1939, 1952, 1963, 1964, 1967, 1969
  - Финалист (5): 1949, 1955, 1961, 1962, 1966

### Международные
- Лига Европы УЕФА:
  - 1/2 финала: 2024/25
- Лига конференций УЕФА:
  - 1/4 финала: 2021/22

## Выступления в еврокубках
«Будё-Глимт» неоднократно принимали участие в еврокубках, причем часто спотыкаясь именно об итальянские команды. И каждый раз — об разные. Первый раз был в 1976 году, когда они проиграли «Наполи» в розыгрыше Кубка обладателей кубков. В 1978 году они уступили миланскому «Интеру», а в 1994 году — «Сампдории» в том же соревновании. В 2020 году, пройдя в первых двух квалификационных раундах Лиги Европы два подряд литовских «Жальгириса» (один виленский и один ковенский), в третьем раунде оступились в игре (из-за эпидемиологической ситуации в мире все исходы дуэлей в квалификации решались в одном матче) с «Миланом». В 2021 году норвежцы дебютировали в Лиге чемпионов, проиграв польской «Легии» в первом отборочном раунде. Продолжив выступление в групповом этапе Лиге конференций команда на своём поле сенсационно обыграла «Рому» под руководством Жозе Моуриньо 6:1, ответный матч в Риме закончился в ничью 2:2. Заняв второе место в группе вслед за «Ромой», «Будё-Глимт» на стадии плей-офф выбил из турнира такие команды, как «Селтик» и «АЗ Алкмаар». В 1/4 финала в первом матче «Будё-Глимт» вновь одолел «Рому» со счётом 2:1, но в ответной встрече в Риме они разгромно уступили сопернику 0:4 и выбыли из турнира.
В 2025 году они стали первой норвежской командой, которая вышла в полуфинал Лиги Европы, обыграв «Лацио» со счетом 3-2 по пенальти, после того как Андреас Хельмерсен сравнял счет в дополнительное время и сравнял счет 3-3 по сумме двух матчей, после победы «Будё-Глимт» со счетом 2-0 в первом матче благодаря двум забитым мячам Ульрика Салтнеса.
Всего еврокубковых сезонов в активе норвежского клуба по состоянию на сезон 2024/25 — одиннадцать.
| Турнир                   | Игр | В  | Н | П  | ГЗ | ГП |
| ------------------------ | --- | -- | - | -- | -- | -- |
| Лига чемпионов           | 8   | 3  | 1 | 4  | 20 | 10 |
| Кубок УЕФА/Лига Европы   | 15  | 7  | 2 | 6  | 28 | 24 |
| Лига конференций         | 18  | 11 | 5 | 2  | 37 | 18 |
| Кубок обладателей кубков | 10  | 3  | 1 | 6  | 14 | 16 |
| Итог                     | 50  | 24 | 9 | 17 | 99 | 64 |

| Сезон     | Турнир                   | Раунд                         | Клуб               | Дома | В гостях   | Результат    |
| --------- | ------------------------ | ----------------------------- | ------------------ | ---- | ---------- | ------------ |
| 1976/77   | Кубок обладателей кубков | Первый раунд                  | Наполи             | 0-1  | 0-2        | 0-3          |
| 1978/79   | Кубок обладателей кубков | Первый раунд                  | Унион (Люксембург) | 4-1  | 0-1        | 4-2          |
| 1978/79   | Кубок обладателей кубков | Второй раунд                  | Интер              | 0-5  | 1-2        | 1-7          |
| 1994/95   | Кубок обладателей кубков | Предварительный раунд         | Олимпия (Рига)     | 6-0  | 0-0        | 6-0          |
| 1994/95   | Кубок обладателей кубков | Первый раунд                  | Сампдория          | 3-2  | 0-2        | 3-4          |
| 1996/97   | Кубок УЕФА               | Квалификационный раунд        | Бейтар (Иерусалим) | 2-1  | 5-1        | 7-2          |
| 1996/97   | Кубок УЕФА               | Первый раунд                  | Трабзонспор        | 1-2  | 1-4        | 2-5          |
| 1999/2000 | Кубок УЕФА               | Квалификационный раунд        | Вадуц              | 1-0  | 2-1        | 3-1          |
| 1999/2000 | Кубок УЕФА               | Первый раунд                  | Вердер             | 0-5  | 1-1        | 1-6          |
| 2004/05   | Кубок УЕФА               | Второй отборочный раунд       | Левадия (Таллинн)  | 2-1  | 1-2        | 3-3 (8–7 п.) |
| 2004/05   | Кубок УЕФА               | Первый раунд                  | Бешикташ           | 1-1  | 0-1        | 1-2          |
| 2020/21   | Лига Европы              | Первый отборочный раунд       | Кауно Жальгирис    | 6-1  | н/д        | н/д          |
| 2020/21   | Лига Европы              | Второй отборочный раунд       | Жальгирис          | 3-1  | н/д        | н/д          |
| 2020/21   | Лига Европы              | Третий отборочный раунд       | Милан              | н/д  | 2-3        | н/д          |
| 2021/22   | Лига чемпионов           | Первый отборочный раунд       | Легия              | 2-3  | 0-2        | 2-5          |
| 2021/22   | Лига конференций         | Второй квалификационный раунд | Валюр              | 3-0  | 3-0        | 6-0          |
| 2021/22   | Лига конференций         | Третий квалификационный раунд | Приштина           | 2-0  | 1-2        | 3-2          |
| 2021/22   | Лига конференций         | Плей-офф                      | Жальгирис          | 1-0  | 2-2        | 3-2          |
| 2021/22   | Лига конференций         | Группа C                      | Рома               | 6-1  | 2-2        | 2-е место    |
| 2021/22   | Лига конференций         | Группа C                      | Заря (Луганск)     | 3-1  | 1-1        | 2-е место    |
| 2021/22   | Лига конференций         | Группа C                      | ЦСКА (София)       | 2-0  | 0-0        | 2-е место    |
| 2021/22   | Лига конференций         | Стыковые матчи                | Селтик             | 2-0  | 3-1        | 5-1          |
| 2021/22   | Лига конференций         | 1/8 финала                    | АЗ Алкмар          | 2-1  | 2-2 (д.в.) | 4-3          |
| 2021/22   | Лига конференций         | 1/4 финала                    | Рома               | 2-1  | 0-4        | 2-5          |
| 2022/23   | Лига чемпионов           | Первый квалификационный раунд | КИ Клаксвик        | 3-0  | 1-3        | 4-3          |
| 2022/23   | Лига чемпионов           | Второй квалификационный раунд | Линфилд            | 8-0  | 0-1        | 8-1          |
| 2022/23   | Лига чемпионов           | Третий квалификационный раунд | Жальгирис          | 5-0  | 1-1        | 6-1          |
| 2022/23   | Лига чемпионов           | Плей-офф                      | Динамо (Загреб)    | 1-0  | 1-4 (дв.)  | 2-4          |